# FIGHTING MEN
『FIGHTING MEN』（ファイティング・メン）は、清木場俊介の通算7枚目となるオリジナル・アルバム。2013年2月6日にSPEEDSTAR RECORDSより発売。

## 概要
前作『ROCK&SOUL』より約2年2ヶ月ぶりのリリース。
「初回限定盤(CD+DVD)」「通常盤(CD)」の2形態でのリリース。CDには既発シングルである「Fighting Man」「again」を含む全13曲が収録されている。なお、シングル「again」のカップリング曲である「夢から覚めても」、シングル2作品の初回限定盤のみ収録の楽曲は未収録となった。初回限定盤のみに付属のDVDにはビデオ・クリップやライブ映像が収録されている。
購入特典としてポスターや自身初となる"アコースティックイベント"参加応募券が付けられた。
アルバム発売から3ヶ月後の5月3日から7月13日にかけて「清木場俊介 ROCK&SOUL 2013 "FIGHTING MEN"」（計18公演）が開催された。

## 収録曲

### CD
シングル収録曲の詳細は各項目を参照
全曲 作詞：清木場俊介
1. Fighting Man [4:02]
（作曲：清木場俊介・川根来音 / 編曲：清木場俊介）
  - 15thシングル。
2. ROLLING MY WAY [6:43]
（作曲：清木場俊介 / 編曲：弥吉淳二）
清木場の理想を全て詰め込んだ楽曲[2]。
翌年にリリースされたベスト・アルバム『唄い屋・BEST Vol.1』にはリアレンジ・リレコーディングした音源[3]、リミックス・アルバム『唄い屋・REMIXES Vol.1』にはリミックス・バージョンが収録された[4]。
3. ONE [5:13]
（作曲：川根来音 / 編曲：弥吉淳二）
15thシングルのカップリング曲。
4. 馬鹿が見てる [4:29]
（作曲：川根来音 / 編曲：弥吉淳二）
いわゆる毒舌ソングで、清木場曰く「毒を吐かないと気が済まない」[2]。
5. Blue Moon [4:45]
（作曲・編曲：清木場俊介）
バラードソング。
6. 想愛 [3:18]
（作曲：川根来音 / 編曲：弥吉淳二）
16thシングルのカップリング曲。
7. Message [4:48]
（作曲：川根来音 / 編曲：清木場俊介）
デビュー時から清木場を応援していて、早世したファンに向けて書かれた楽曲。清木場は「これを書くことによって自分自身も変われたし、そういう意味で自分の中ではただのポップソングではない」とコメントしている[2] 。
8. Long Ride 〜エバビーチの果てに...〜 [4:53]
（作曲：清木場俊介・川根来音 / 編曲：清木場俊介）
15thシングルのカップリング曲。
9. again [4:31]
（作曲：清木場俊介 / 編曲：弥吉淳二）
16thシングル。
10. 君の掌で... [3:40]
（作曲：川根来音 / 編曲：清木場俊介）
11. 雫 [3:52]
（作曲：清木場俊介・川根来音 / 編曲：清木場俊介）
12. 貴方の中に [4:08]
（作曲：川根来音 / 編曲：清木場俊介）
13. 色の無い世界 [4:01]
（作曲：清木場俊介・川根来音 / 編曲：清木場俊介）
この曲について清木場は「12曲目まで聴いて“つまらないアルバムだ”と思ったから、1曲飛び抜けてネガティブな曲を入れてやろうと思って作った」と語っている[5]。

### DVD
1. 「Fighting Man」 Music Video
2. 「again」 Music Video
3. Making of 「Fighting Man」 Music Video
4. "SUMMER'S SOUL Vol.2 2012 IN YAMANASHI" LIVE
  1. Long Ride 〜エバビーチの果てに...〜
  2. ROLLING MY WAY
  3. Fighting Man
  4. ONE
  5. Summerfield Suites
  6. 雫
  7. Message
  8. Blue Moon

## 参加ミュージシャン
- 清木場俊介：Vocal, Chorus（#1,3,4,5,7,8,9,11,12,13）, Blues Harp（＃6,12）
- 佐治宣英：Drums（#1,8,9）
- 倉内充：Drums（#2,3,4）
- 野崎真助：Drums（#5,7,10,12,13）
- スティング宮本：Electric Bass（#1,2,3,4,7,8,10,12）
- 小池ヒロミチ：Electric Bass（#5,9,11,13）
- 本田毅：Electric Guitar（#1,9）
- 木村建：Electric Guitar（#2,3,4）
- 弥吉淳二：Electric Guitar（＃2,3,4,5,7,9,10,11,12,13）, Acoustic Guitar（＃2,3,5,6,7,10,11,12,13）
- 染谷俊：Organ（#1,2,3,4,7,12）, Piano（#3,7,8,10）, E.Piano（#4）
- 千葉純治：Organ（＃5,9,13）, Piano（#11）
- 山本一：Saxophone（#2,3,4）
- 林こずえストリングス：Strings（#7,10,11）
- 大久保保紀：Programming（#9）